# نیوپورت (حوزه سرشماری)، مین
نیوپورت (به انگلیسی: Newport) یک منطقهٔ مسکونی در ایالات متحده آمریکا است که در شهرستان پنوب‌اسکات، مین واقع شده‌است. نیوپورت ۱۲٫۶ کیلومتر مربع مساحت و ۱٬۷۷۶ نفر جمعیت دارد و ۶۳ متر بالاتر از سطح دریا واقع شده‌است.